# Leila Sucari
Leila Sucari (Buenos Aires, 1987) es una escritora argentina. Publicó las novelas Adentro tampoco hay luz (2017) y Fugaz (2019), además de dos libros de poemas, Baldío (2020) y Caballos de Mar (2022). En 2016 ganó el Primer Premio del Fondo Nacional de las Artes en la categoría Novela.

## Carrera
Leila Sucari nació en la ciudad de Buenos Aires, Argentina, en 1987. Estudió artes visuales, periodismo y filosofía. En 2016 su novela Adentro tampoco hay luz ganó el Primer Premio del Fondo Nacional de las Artes por lo que en 2017 fue publicada por la editorial Tusquets y en 2019 por la editorial Planeta España. Ese mismo año publicó su segunda novela, Fugaz. En 2020 publicó el libro de poemas Baldío, en 2021 las crónicas Te hablaría del viento y, en 2022, el libro de poesía visual Caballos de Mar. En 2023 publicó Casi perra, su tercera novela. Dicta talleres de narrativa y es editora freelance y escribe para La Agenda y otros medios.

## Obra

### Novelas
- 2017: Adentro tampoco hay luz
- 2019: Fugaz
- 2023: Casi perra

### Poesía
- 2020: Baldío
- 2022: Caballos de Mar

### Crónicas
- 2021: Te hablaría del viento